# Piper diversifolium
Piper diversifolium là một loài thực vật có hoa trong họ Hồ tiêu. Loài này được (Kunth) Poir. miêu tả khoa học đầu tiên năm 1816.